# Абрамсон Шахно Гіршевич
Шахно Гіршевич (Олександр Григорович) Абрамсон (1861—1907) — присяжний повірений, депутат 2-ї Державної Думи, член Конституційно-демократичної партії.

## Біографія
Єврей за походженням. Перейшов у православ'я, щоб отримати освіту поза смуги осілості. Закінчив юридичний факультет Санкт-Петербурзького Імператорського університету. Працював присяжним повіреним в окрузі Ковенского окружного суду.

## Політична діяльність
6 лютого 1907 року він був обраний в другу Державну Думу виборцями Ковенских губернських виборчих зборів. У Думі приєднався до конституційно-демократичної фракції. Був членом кількох комісій: по запитам, про свободу совісті, про відпочинок службовців в торгових і ремісничих закладах.